# Фёкла
Фёкла (др.-греч. Θέκλα, лат. Theclā) — женское имя. В переводе с древнегреческого языка обозначает «слава Божья»: от др.-греч. θεός (Бог) и κλέος (слава). Другая форма, Текла, распространена в англо-саксонском и немецком языковом пространстве.
О. М. Фрейденберг в своей работе «Евангелие — один из видов греческого романа» отмечает созвучие имени Фёкла с именем Декла (דקלא; тж. Дикла), встречающимся в нескольких семитских языках со значением «финиковая пальма».

## Именины
- Православные (даты даны по григорианскому календарю)[2]: 19 июня, 22 июня, 1 сентября, 19 сентября, 7 октября, 3 декабря, 10 декабря, 23 декабря.

## Известные носители
- Фёкла (супруга Михаила II) (VIII век—ок. 823) — византийская императрица
- Фёкла Газская — мученица
- Фёкла Иконийская — ученица апостола Павла, первомученица. По преданию, была арестована за христианскую веру и брошена на растерзание диким зверям в цирке, но случилось чудо, и звери не тронули её[3]. Память — 24 сентября (7 октября)
- Фёкла Александрийская († ок. 250 года) — раннехристианская мученица. Память — 6 сентября (19 сентября).
- Фёкла Макушева — исповедница
- Фёкла Переялавская — преподобная
- Фёкла Персидская — мученица
- Фёкла Салернская — преподобномученица

## Формы
В быту имя Фёкла может принимать другую производную форму — Фея, например, «бабушка Фея».

## Другое
- В Лейпциге Теклой называют один из районов города.
- Стихотворение Фридриха Шиллера «Текла (голос духа)».
- Galerida theklae — вид жаворонковых.
- Астероид 586 Фёкла был открыт в 1906 году.
- Фёкла Заревница — день народного календаря славян